# Parafia Trójcy Przenajświętszej w Krasnymstawie
Parafia Trójcy Przenajświętszej w Krasnymstawie – jedna z parafii rzymskokatolickich w Krasnymstawie, należąca do archidiecezji lubelskiej i Dekanatu Krasnystaw – Zachód. Została erygowana w 1984 roku.

## Historia
Obecny kościół został zbudowany w latach 1825–1826 według projektu arch. Wawrzyńca Źiółkowskiego, w ramach rekompesaty za utracone mienie dla Augustianów. W 1839 roku bp Mateusz Maurycy Wojakowski konsekrował W 1864 roku klasztor Augustianów został przez władze carskie skasowany. Kościół został przekazany greckokatolickom, a po 1875 roku prawosławnym. W 1917 roku po odzyskaniu przez katolików, kościół stał się kościołem rektoralnym parafii św. Franciszka Ksawerego w Krasnymstawie.
Od 1932 roku rektorem kościoła był ks. Stanisław Ciołek, a w latach 1973–1982 ks. Stanisław Obara. 13 kwietnia 1982 roku przy kościele rektoralnym powstał samodzielny ośrodek duszpasterski. 3 kwietnia 1984 roku dekretem bpa Poleslawa Pylaka została erygowana parafia pw. Trójcy Przenajświętszej. W 1991 roku parafia odzyskała dawny budynek klasztorny.
Na obszarze parafii leżą ulice: Chmielna, Głowackiego, Mickiewicza, Okrzei, PCK, Poniatowskiego, Sobieskiego, Szkolna.
Proboszczowie parafii:
1982–1985. ks. Stanisław Obara.
1985–1987. ks. Marcin Jankiewicz.
1987–1991. ks. Józef Czerwonka.
1991–2004. ks. Ryszard Winiarski.
2004– nadal ks. Roman Skowron.